# Heinz-Harald Frentzen
Heinz-Harald Frentzen est un pilote automobile allemand né le 18 mai 1967 à Mönchengladbach en Allemagne. Présent en Formule 1 de 1994 à 2003, il y a notamment remporté 3 Grands Prix et a terminé 2e du championnat du monde 1997.

## Biographie

### Débuts en sport automobile
Né d'un père allemand et d'une mère espagnole, Frentzen débute, de manière classique, par le karting avant d'entamer, à 18 ans, sa carrière en sport automobile. Après deux saisons dans le championnat allemand de Formule Ford 2000, il passe en 1988 en Formule Opel. Il remporte le championnat d'Allemagne et termine sixième du championnat d'Europe, gagné par Mika Häkkinen.
En 1989, en Formule 3 allemande, il termine deuxième ex æquo du championnat avec Michael Schumacher, derrière l'Autrichien Karl Wendlinger. En 1990, les trois hommes et Fritz Kreuzpointer sont enrôlés par le Junior Team Sauber-Mercedes dans le championnat du monde de Sport-prototype, avec la perspective d'une accession rapide en Formule 1.
Frentzen ne dispute qu'une course du championnat du monde (à Donington le 2 septembre) où il prend la deuxième place avec Jochen Mass alors que Schumacher et Wendlinger disputent chacun quatre courses avec une victoire à la clé. Début 1991, Frentzen quitte le giron Mercedes pour disputer le championnat de Formule 3000 internationale avant de s'exiler en F3000 japonaise, faute d'opportunités intéressantes en Europe.

### 1994 - 1996: débuts en Formule 1 chez Sauber

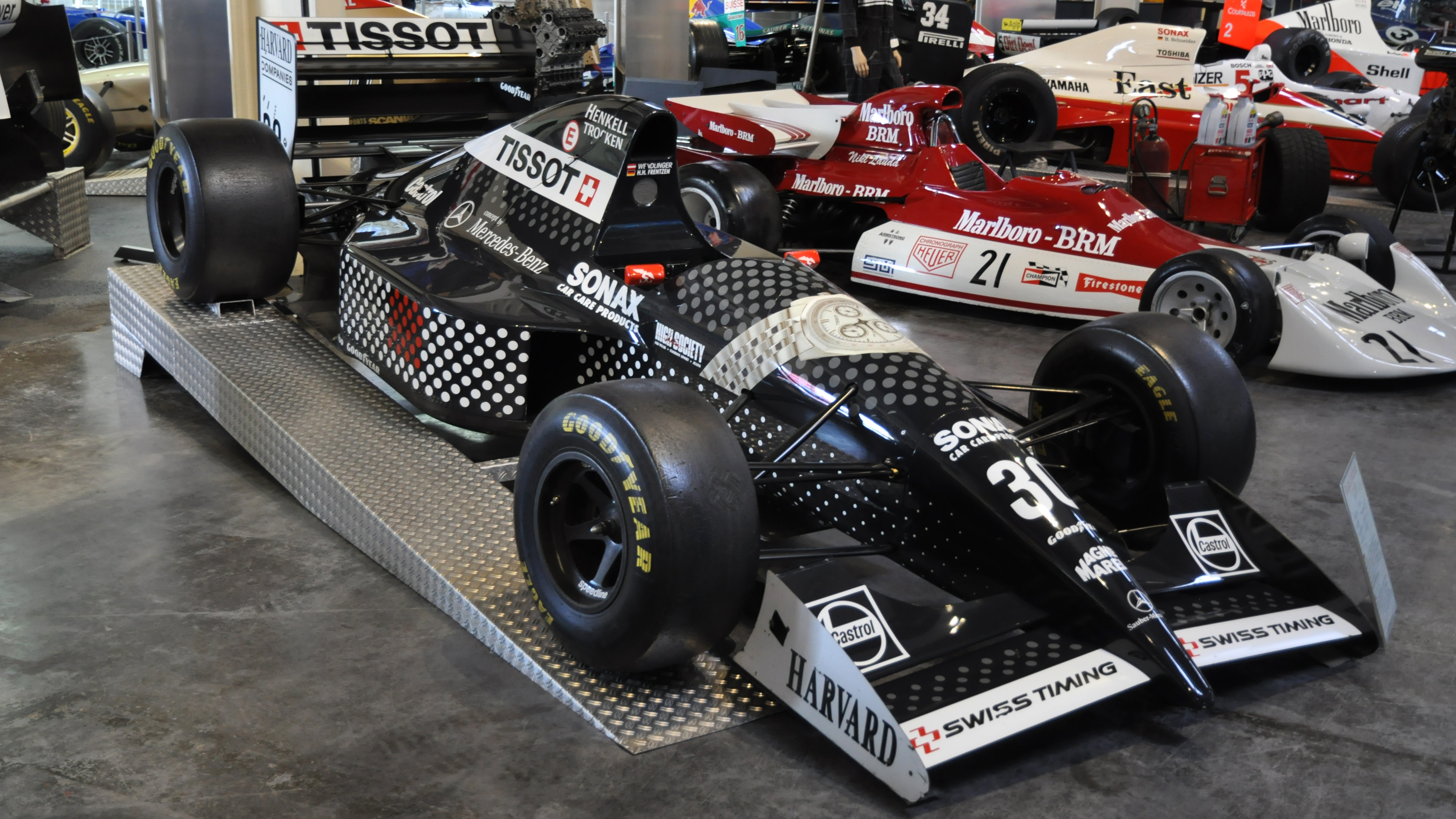
La Sauber-Mercedes de 1994.

Oublié des amateurs de courses automobiles européennes, Frentzen effectue un retour par la grande porte début 1994 lorsqu'il est appelé par Sauber-Mercedes pour courir en Formule 1.
Qualifié cinquième pour son premier Grand Prix, au Brésil, devant son coéquipier Karl Wendlinger, il abandonne en course. Lors de la manche suivante, au Grand Prix du Pacifique, il marque ses premiers points en se classant cinquième après une qualification en onzième position. Lors du Grand Prix de Saint Marin, il est septième sur la grille comme à l'arrivée. Ces bons débuts lui valent d'être appelé par Williams pour remplacer Ayrton Senna après son décès, mais il décline l'offre par loyauté envers Peter Sauber.
Frentzen ne prend pas le départ du Grand Prix suivant, à Monaco, son équipe se retirant à la suite du grave accident de Wendlinger qui le laisse plusieurs semaines dans le coma. Le reste de la saison est plus mitigé. Régulièrement qualifié aux alentours de la dixième place (avec en point d'orgue sa deuxième position sur la grille de départ en Allemagne), il doit composer avec la fiabilité désastreuse de sa monoplace et ne marque des points qu'en France (quatrième), en Europe et au Japon (sixième à chaque fois). Il achève sa première saison au treizième rang avec 7 points.

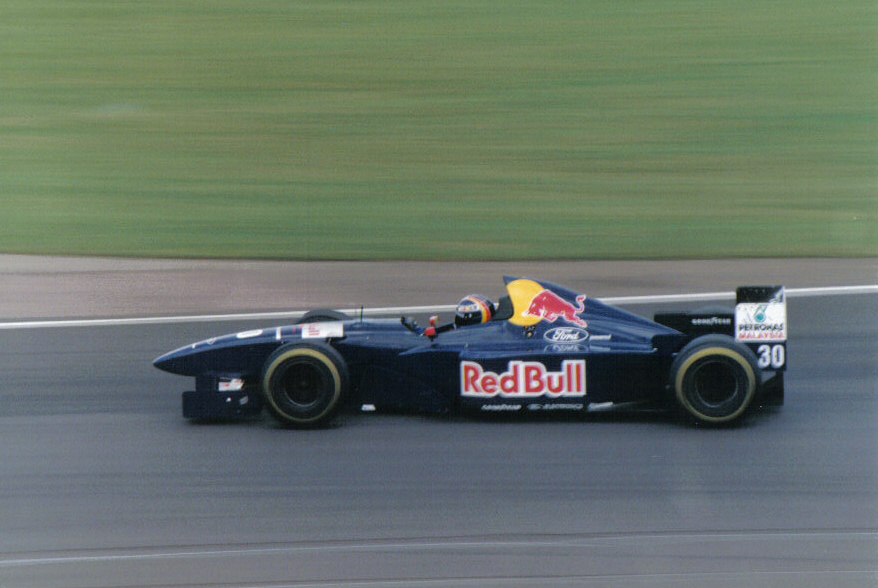
Frentzen sur Sauber-Ford au Grand Prix de Grande-Bretagne en 1995.

En 1995, Mercedes s'associant avec McLaren, la nouvelle Sauber C14 est équipée d'un V8 Ford. La monoplace s'avère  compétitive et plus fiable que sa devancière. Frentzen termine dans les points à huit reprises en dix-sept courses et obtient son premier podium grâce à sa troisième place en Italie, le premier podium de Sauber. Il finit neuvième du championnat avec 15 points et la satisfaction d'avoir dominé ses deux coéquipiers Karl Wendlinger (de retour après son accident de la saison précédente, qui ne marque aucun point) et Jean-Christophe Boullion (3 points en deux occasions).
En 1996, Ford fournit son tout nouveau moteur V10 pour équiper la Sauber C15. Si la voiture se place à nouveau en milieu de grille, la fiabilité s'avère insuffisante et il faut attendre le sixième Grand Prix de la saison, à Monaco, pour que les monoplaces suisses marquent leurs premiers points, Frentzen finissant quatrième derrière son nouveau coéquipier Johnny Herbert. L'Allemand finit à nouveau quatrième du Grand Prix suivant, en Espagne puis marque un ultime point lors de la dernière course, au Japon. Il se classe douzième du championnat avec 7 points.

### 1997 - 1998: saisons mitigées avec Williams
Au terme de trois saisons durant lesquelles il a multiplié les coups d'éclat au volant d'une voiture moyennement performante, Frentzen rejoint Williams-Renault en 1997 pour remplacer Damon Hill. Même si l'écurie britannique a depuis quelques saisons des vues sur lui, l'Allemand sait qu'il doit aussi sa place aux déclarations de son compatriote Michael Schumacher qui ne cesse de répéter que seul Frentzen au volant d'une Williams peut l'inquiéter.
Il commence la saison 1997 en enchaînant abandons et contre-performances, ne finissant que trois fois dans les points en onze Grands Prix. Il remporte sa première victoire en Formule 1 au Grand Prix de Saint-Marin puis se classe quatrième au Canada et deuxième en France. Il marque des points lors des six dernières courses, avec notamment cinq podiums consécutifs. Il obtient sa première pole position à Monaco et réalise six meilleurs tours en course. Avec 42 points, il termine loin de son coéquipier Jacques Villeneuve, champion du monde avec presque deux fois plus de points. Le déclassement en fin de saison de Michael Schumacher lui permet néanmoins d'être vice-champion du monde.

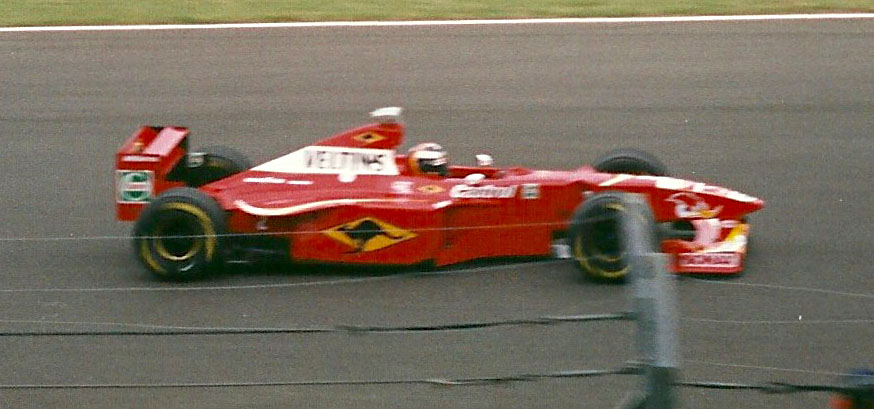
Frentzen sur Williams-Mecachrome au Grand Prix de Grande-Bretagne en 1998.

En 1998, Renault se retirant, Williams utilise un V10 Mecachrome, basé sur le moteur français de la saison précédente. L'écurie a également perdu son chef-designer Adrian Newey, concepteur de toutes les Williams championnes du monde des années 1990, parti chez McLaren. De plus, la réglementation technique des châssis change drastiquement. Dans ce contexte, la saison s'annonce difficile ; Williams régresse et se retrouve troisième force du plateau, incapable de suivre le rythme des McLaren et des Ferrari.
Frentzen débute par un podium en Australie puis marque des points à six autres reprises. Il se montre également plus proche de son équiper et se classe septième du championnat, avec 17 points,  Jacques Villeneuve se classant cinquième avec 21 points mais Williams choisit de ne pas le conserver pour la saison suivante.

### 1999 - 2001: retour en forme avec Jordan

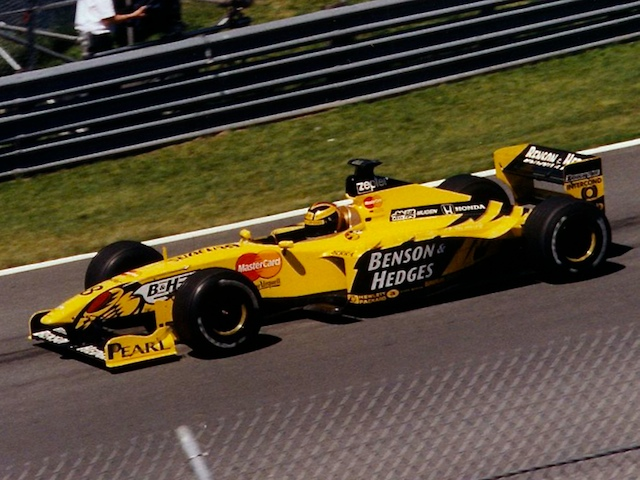
Frentzen sur Jordan Mugen-Honda au Grand Prix du Canada en 1999.

Non conservé par Williams en 1999, Frentzen s'engage avec Jordan (qui a remporté sa première victoire l'année précédente en Belgique) aux côtés de Damon Hill, qu'il avait remplacé chez Williams deux ans plus tôt. La Jordan 199 à moteur V10 Mugen-Honda est très performante et le pilote monte sur deux podiums, en Australie (deuxième) puis au Brésil où il se classe troisième malgré une panne d'essence dans le dernier tour. Suivent un abandon à Saint Marin et une quatrième place à Monaco.
Au Canada, en lutte pour une place sur le podium face à la Benetton de Giancarlo Fisichella, il est victime d'une casse d'un disque de frein à trois tours de l'arrivée et percute violemment un mur de pneus ; il est extrait de sa voiture avec des fractures aux rotules. Cet accident ne l'empêche pas de prendre le départ du Grand Prix suivant, en France. Cinquième des qualifications disputées sous la pluie, il prend un bon départ et se maintient dans le groupe de tête. Au bout d'une demi-heure de course, la pluie fait son apparition et les pilotes rentrent aux stands pour passer les pneus pluie et se ravitailler en carburant. Jordan remplit son réservoir à ras bord pour finir la course sans nouvel arrêt quand les autres écuries optent pour des ravitaillements plus légers. La course est alors neutralisée par la voiture de sécurité pendant dix tours, permettant à tous d'économiser du carburant. Il hérite de la première place lorsque Mika Häkkinen et Rubens Barrichello ravitaillent à sept tours de l'arrivée, et remporte la deuxième victoire de sa carrière.
Lors des cinq courses suivantes, Frentzen obtient deux podiums et trois quatrièmes places ; il est quatrième du championnat, à égalité de points avec David Coulthard.
Deuxième des qualifications du Grand Prix d'Italie, il tient ce rang derrière Mika Häkkinen pendant 29 tours puis prend la tête de la course quand le Finlandais part à la faute à la première chicane et abandonne. L'Allemand remporte sa troisième victoire en Grand Prix et revient à dix points de Häkkinen au championnat avec trois manches à disputer, ce qui lui laisse une chance de remporter le titre. Au Grand Prix d'Europe, en Allemagne sur le Nürburgring, Frentzen réalise la deuxième pole position de sa carrière. En course, tout bascule lors de son ravitaillement du trente-deuxième tour lorsque sa Jordan tombe en panne à la sortie des stands et il abandonne, ayant oublié de désactiver le système anti-calage de sa monoplace. Cet événement ruine ses espoirs de titre.
Frentzen finit dans les points lors des deux derniers Grands Prix de la saison et se classe troisième du championnat avec 54 points, une pole position, deux victoires et six podiums, largement devant son équiper Damon Hill douzième avec 7 points.
En 2000, il fait équipe avec Jarno Trulli au volant de la Jordan EJ10, toujours équipée du V10 Mugen-Honda mais les résultats ne sont pas au rendez-vous. Jordan est dépassée par Williams, Benetton et BAR. Frentzen obtient deux podiums, au Brésil en début de saison et aux États-Unis en fin d'année ; il finit également sixième à trois reprises et se classe à la neuvième place du championnat, avec 11 points.
La Jordan EJ11 de 2001, désormais motorisée par un V10 Honda, semble un peu plus performante : Frentzen finit à trois reprises dans les points lors des quatre premiers Grand Prix. Ses performances périclitent par la suite, il se blesse à Monaco et doit manquer le Grand Prix du Canada. Après six courses hors des points, il est limogé par Jordan après le Grand Prix de Grande-Bretagne.

### 2001: passage éclair chez Prost Grand Prix

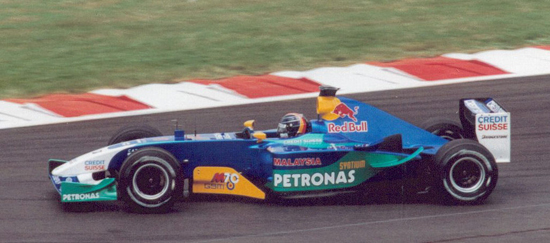
Fin de carrière en Formule 1 chez Sauber en 2003

Frentzen finit la saison 2001 chez Prost Grand Prix, à partir du Grand Prix de Hongrie, à la place de Jean Alesi. Ces cinq courses au volant de la médiocre Prost AP04 ne lui permettent pas de marquer de points. Il se rappelle néanmoins au bon souvenir de tous en obtenant le quatrième temps des qualifications en Belgique sur une piste humide, mais il cale sur la grille et doit finalement s'élancer de la dernière ligne. Il se classe treizième du championnat avec les 6 points marqués sur sa Jordan en début d'année.
À l'issue de la saison, l'écurie Prost faisant faillite, Frentzen se retrouve sans volant.

### 2002: demi-saison chez Arrows et pige pour Sauber
Frentzen rejoint Arrows, dont les A23 sont équipées d'un V10 Cosworth, aux côtés du Brésilien Enrique Bernoldi. Il se qualifie entre la dixième et la dix-neuvième place lors des dix premiers Grands Prix de la saison et marque deux points, en prenant la sixième place en Espagne et à Monaco.
La situation se dégrade à partir du Grand Prix de France où il ne se qualifie pas. Arrows, à court de financement et en conflit avec un sponsor, ne peut plus payer son fournisseur de moteurs. L'équipe dispute son dernier Grand Prix en Allemagne puis ferme ses portes après plusieurs forfaits, laissant à nouveau Frentzen sans contrat.
Il effectue un retour surprise au Grand Prix des États-Unis au volant d'une Sauber pour remplacer Felipe Massa, sous le coup d'une pénalité. Ce retour préfigure un engagement à temps plein en 2003 dans l'écurie de ses débuts.

### 2003: dernière saison en Formule 1, avec Sauber
Frentzen retrouve l'écurie de ses débuts pour la saison 2003. Il fait équipe avec son compatriote Nick Heidfeld, né dans la même ville que lui.
Qualifié à la quatrième place du premier Grand Prix, en Australie, il finit la course sixième. Il se classe ensuite cinquième du Grand Prix du Brésil, troisième manche de la saison.
Il alterne ensuite entre abandons et arrivées hors des points jusqu'à l'avant-dernier Grand Prix, aux États-Unis, disputé dans des conditions climatiques changeantes ; il obtient son ultime podium, en prenant la troisième place. Il achève le championnat à la onzième place, avec 13 points ; sans offre sérieuse pour 2004, il quitte la Formule 1 après 156 Grands Prix, deux pole positions, trois victoires, dix-huit podiums, six meilleurs tours en course et 174 points.

## Après la Formule 1
En 2004, Frentzen se reconvertit dans le très populaire championnat DTM mais, après trois saisons globalement décevantes chez Opel puis Audi (pas de victoire et une présence irrégulière aux avant-postes), il annonce, fin 2006, qu'il quitte la discipline. Ce retrait s'accompagne d'ailleurs d'échanges tendus avec son ancien employeur par voie de presse.
Éloigné des circuits pendant plus d'une année, il fait son retour à la compétition en 2008, d'abord lors d'une manche de Speedcar Series puis à l'occasion des 24 heures du Mans, qu'il dispute sur une Aston Martin officielle. Il participe ensuite au championnat complet de Speedcar Series lors de l'hiver 2008-2009, son ultime apparition en compétition.
Au mois d'août 2010, il annonce sa retraite.

## Carrière
- 1986-1987 : Championnat d'Allemagne de Formule Ford 2000
- 1988 : Championnat d'Allemagne (1er) et d'Europe (6e) de Formule Opel
- 1989 : Championnat d'Allemagne de Formule 3 - 2e
- 1990 : Championnat du monde de Sports-Prototypes chez Sauber-Mercedes
- 1991 : Championnat de F3000 internationale
- 1992-1993 : Championnat de F3000 japonaise
- 1994-2003 : Formule 1
- 2004-2006 : DTM

## Résultats en championnat du monde de Formule 1
- 156 Grands Prix disputés.
- 3 victoires (soit 1,92 %)
- 174 points marqués (soit 1,12 points par course disputée)
- 2 pole positions (soit 1,27 %)
- 12 départs en première ligne.
- 3 deuxièmes places en Grand Prix.
- 12 troisièmes places en Grand Prix.
- 18 podiums (soit 11,59 %)
- 56 arrivées dans les points.
- 67 abandons.
- 6 meilleurs tours en course (soit 3,84 %)
- 150 tours en tête.

| Saison | Écurie                        | Châssis   | Moteur                    | Pneus                | GP disputés | Poles | Victoires | Podiums | Records du tour | Points inscrits | Classement |
| ------ | ----------------------------- | --------- | ------------------------- | -------------------- | ----------- | ----- | --------- | ------- | --------------- | --------------- | ---------- |
| 1994   | Broker Sauber Mercedes        | C13       | Mercedes V10              | Goodyear             | 14          | 0     | 0         | 0       | 0               | 7               | 13e        |
| 1995   | Red Bull Sauber Ford          | C14       | Ford V8                   | Goodyear             | 17          | 0     | 0         | 1       | 0               | 15              | 9e         |
| 1996   | Red Bull Sauber Ford          | C15       | Ford V10                  | Goodyear             | 16          | 0     | 0         | 0       | 0               | 7               | 12e        |
| 1997   | Rothmans Williams Renault     | FW19      | Renault V10               | Goodyear             | 17          | 1     | 1         | 7       | 6               | 42              | 2e         |
| 1998   | Winfield Williams             | FW20      | Mecachrome V10            | Goodyear             | 16          | 0     | 0         | 1       | 0               | 17              | 7e         |
| 1999   | Benson & Hedges Jordan        | 199       | Mugen V10                 | Bridgestone          | 16          | 1     | 2         | 6       | 0               | 54              | 3e         |
| 2000   | Benson & Hedges Jordan        | EJ10      | Mugen V10                 | Bridgestone          | 17          | 0     | 0         | 2       | 0               | 11              | 9e         |
| 2001   | B&H Jordan Honda Prost Acer   | EJ11 AP04 | Honda V10 Acer V10        | Bridgestone Michelin | 9 5         | 0 0   | 0 0       | 0 0     | 0 0             | 6 0             | 13e        |
| 2002   | Orange Arrows Sauber Petronas | A23 C21   | Cosworth V10 Petronas V10 | Bridgestone          | 12 1        | 0 0   | 0 0       | 0 0     | 0 0             | 2 0             | 16e        |
| 2003   | Sauber Petronas               | C22       | Petronas V10              | Bridgestone          | 15          | 0     | 0         | 1       | 0               | 13              | 11e        |

## Victoires en Formule 1
| # | Année | Manche | Date              | Grand Prix  | Circuit     | Position de départ | Écurie           | Voiture |
| - | ----- | ------ | ----------------- | ----------- | ----------- | ------------------ | ---------------- | ------- |
| 1 | 1997  | 4/17   | 27 avril 1997     | Saint-Marin | Imola       | 2e                 | Williams-Renault | FW19    |
| 2 | 1999  | 7/16   | 27 juin 1999      | France      | Magny-Cours | 5e                 | Jordan-Mugen     | 199     |
| 3 | 1999  | 13/16  | 12 septembre 1999 | Italie      | Monza       | 2e                 | Jordan-Mugen     | 199     |

## Résultats aux 24 heures du Mans
| Année | Voiture           | Équipe              | Équipiers                                 | Résultat |
| ----- | ----------------- | ------------------- | ----------------------------------------- | -------- |
| 1992  | Lola T92/10-Judd  | Euro Racing         | Syunji Kasuya (en) / Hideshi Matsuda (en) | 13e      |
| 2008  | Aston Martin DBR9 | Aston Martin Racing | Andrea Piccini / Karl Wendlinger          | 16e      |

## Résultats en DTM
| Année | Voiture                 | Équipe          | Courses disputées | Victoires | Pole positions | Podiums | Records du tour | Points inscrits | Classement |
| ----- | ----------------------- | --------------- | ----------------- | --------- | -------------- | ------- | --------------- | --------------- | ---------- |
| 2004  | Opel Vectra GTS V8 2004 | OPC Team Holzer | 10                | 0         | 0              | 0       | 0               | 3               | 14e        |
| 2005  | Opel Vectra GTS V8 2005 | OPC Team Holzer | 11                | 0         | 0              | 2       | 0               | 17              | 8e         |
| 2006  | Audi A4 DTM 2006        | Abt Sportsline  | 10                | 0         | 1              | 2       | 0               | 24              | 7e         |